# Associazione Calcio Femminile Arezzo 2023-2024
Questa voce raccoglie le informazioni riguardanti l'Associazione Calcio Femminile Arezzo nelle competizioni ufficiali della stagione 2023-2024.

## Stagione
Per la stagione 2023-2024, dopo la rinuncia dell'incarico a fine stagione scorsa di Emiliano Testini, a dirigere la squadra viene chiamato l'australiano, con cittadinanza irlandese, Michalis “Mike” Eracleous, tecnico con esperienza sia in campo maschile che femminile e in arrivo dal campionato cipriota dove ha allenato l'Arīs Limassol chiudendo al 5º posto. Durante la fase estiva di calciomercato la società decide di rinnovare anche l'organico della rosa in tutti i suoi reparti.
Dopo una prima parte di campionato resa difficile da una serie di risultati negativi che relegano la squadra in posizioni di bassa classifica, dalla 9ª giornata inizia una fase di ripresa che allontanano sempre più l'Arezzo dalla zona retrocessione, attestandosi infine tra il 9º e il 10º posto fino al termine della stagione. Nel frattempo, con un comunicato emesso l'8 marzo 2024, la società comunica la risoluzione consensuale del contratto con Eracleous e il suo subentro, dalla 20ª giornata, da parte dell'ex portiere Ilaria Leoni che già aveva ottenuto con le giovanili amaranto la vittoria del campionato Primavera 2 2022-2023.
In Coppa Italia viene eliminato già al primo incontro, ai sedicesimi di finale, sconfitto dalla Lazio con il risultato di 2-1 per le aquilotte.

## Divise e sponsor
Il completo da gioco principale dell'Arezzo riprende l'abbinamento dell'AS Arezzo maschile, sebbene non sia la sua sezione femminile, con l'Amaranto con motivi bianchi per la versione casalinga e grafica speculare per quella da trasferta. Il main sponsor era Chimera Gold abbinato al top sponsor Sweet Poison, mentre lo sponsor tecnico, fornitore delle tenute, era Kappa.
| Casa | Trasferta |

## Organigramma societario

### Staff tecnico
Area tecnica
- Allenatore: Michalis Eracleous (1ª-19ª)
- Allenatore: Ilaria Leoni (20ª-30ª)
- Allenatore in seconda: Marco Merola
- Preparatore dei portieri: Gaspare Messina
- Preparatore atletico: Alessandro Ducci
- Collaboratrice atletica: Stefania Cecconi

Area sanitaria
- Medico Sociale: Genc Kapxhiu
- Massaggiatore e fisioterapista: Marco Bivignanelli

## Rosa
Rosa, ruoli e numeri di maglia tratti dal sito ufficiale, aggiornati a fine stagione.
| N. |                    | Ruolo | Calciatrice            |
| -- | ------------------ | ----- | ---------------------- |
| 1  | Italia (bandiera)  | P     | Clara Holzer           |
| 4  | Italia (bandiera)  | D     | Maria Giulia Tuteri    |
| 6  | Italia (bandiera)  | C     | Marica Licco           |
| 7  | Italia (bandiera)  | C     | Carolina Paganini      |
| 10 | Italia (bandiera)  | C     | Francesca Imprezzabile |
| 11 | Spagna (bandiera)  | A     | Julia Diaz Ferrer      |
| 17 | Italia (bandiera)  | A     | Giada Gnisci           |
| 19 | Italia (bandiera)  | C     | Alessia Carcassi       |
| 20 | Islanda (bandiera) | C     | Bergròs Ásgeirsdóttir  |
| 21 | Italia (bandiera)  | A     | Alice Tidona           |

| N. |                   | Ruolo | Calciatrice          |
| -- | ----------------- | ----- | -------------------- |
| 22 | Italia (bandiera) | P     | Carlotta Nardi       |
| 24 | Italia (bandiera) | C     | Alessia Scognamiglio |
| 25 | Italia (bandiera) | A     | Isotta Nocchi        |
| 33 | Italia (bandiera) | D     | Sofia Lorieri        |
| 42 | Italia (bandiera) | D     | Melissa Toomey       |
| 44 | Italia (bandiera) | C     | Giorgia Miotto       |
| 72 | Italia (bandiera) | D     | Francesca Blasoni    |
| 77 | Italia (bandiera) | C     | Giulia Martino       |
| 83 | Italia (bandiera) | D     | Giorgia Fortunati    |
| 97 | Italia (bandiera) | A     | Costanza Razzolini   |

## Calciomercato

### Sessione estiva
| Acquisti | Acquisti               | Acquisti   | Acquisti   |
| R.       | Nome                   | da         | Modalità   |
| -------- | ---------------------- | ---------- | ---------- |
| P        | Clara Holzer           | Südtirol   | definitivo |
| D        | Sara Tonelli           | Ravenna    | definitivo |
| D        | Simona Zito            | San Marino | definitivo |
| C        | Bergròs Ásgeirsdóttir  | Selfoss    | definitivo |
| C        | Allegra Bartolini      | Torres     | definitivo |
| C        | Francesca Blasoni      | Torres     | definitivo |
| C        | Azzurra Corazzi        | Ternana    | definitivo |
| C        | Francesca Imprezzabile | Ternana    | definitivo |
| C        | Marica Licco           | Tavagnacco | definitivo |
| C        | Szandra Ploner         | Cesena     | definitivo |
| A        | Alessia Carcassi       | Pro Sesto  | definitivo |
| A        | Julia Diaz Ferrer      | Tavagnacco | definitivo |
| A        | Isotta Nocchi          | Sassuolo   | definitivo |
| A        | Mariia Taleb           | Tavagnacco | definitivo |

| Cessioni | Cessioni              | Cessioni        | Cessioni   |
| R.       | Nome                  | a               | Modalità   |
| -------- | --------------------- | --------------- | ---------- |
| D        | Marianna D'Alessandro | Livorno         | definitivo |
| D        | Costanza Esperti      | Freedom         | definitivo |
| D        | Deborah Pasquali      | ChievoVerona FM | definitivo |
| D        | Francesca Soro        | Tharros         | definitivo |
| C        | Claudia Cagnina       |                 |            |
| C        | Marta Morreale        | Brescia         | definitivo |
| C        | Simona Sabia          | Ravenna         | definitivo |
| C        | Evelyn Vicchiarello   |                 | ritirata   |
| A        | Giuseppa Bassano      |                 |            |
| A        | Martina Ceccarelli    |                 |            |
| A        | Marinella Panayiotou  |                 |            |
| A        | Danila Zazzera        | Brescia         | definitivo |

### Sessione invernale
| Acquisti | Acquisti             | Acquisti        | Acquisti   |
| R.       | Nome                 | da              | Modalità   |
| -------- | -------------------- | --------------- | ---------- |
| D        | Marta Perarnau Vives | Tindastóll      | definitivo |
| D        | Melissa Toomey       | ChievoVerona FM | definitivo |
| C        | Claudia Cagnina      | Grand Bodø      | definitivo |
| C        | Giorgia Miotto       | Parma           | definitivo |
| A        | Beatriz Parra Salas  | Tindastóll      | definitivo |

| Cessioni | Cessioni          | Cessioni        | Cessioni   |
| R.       | Nome              | a               | Modalità   |
| -------- | ----------------- | --------------- | ---------- |
| D        | Sara Tonelli      | ChievoVerona FM | definitivo |
| D        | Simona Zito       | Freedom         | definitivo |
| C        | Allegra Bartolini | Frosinone       | definitivo |
| C        | Azzurra Corazzi   | Parma           | definitivo |
| C        | Szandra Ploner    | Parma           | definitivo |

### Operazioni esterne alle sessioni
| Acquisti         | Acquisti         | Acquisti         | Acquisti         |
| R.               | Nome             | da               | Modalità         |
| Altre operazioni | Altre operazioni | Altre operazioni | Altre operazioni |
| R.               | Nome             | da               | Modalità         |
| ---------------- | ---------------- | ---------------- | ---------------- |

| Cessioni         | Cessioni             | Cessioni   | Cessioni              |
| R.               | Nome                 | a          | Modalità              |
| ---------------- | -------------------- | ---------- | --------------------- |
| D                | Marta Perarnau Vives |            | risoluzione contratto |
| C                | Claudia Cagnina      | Bodø/Glimt | risoluzione contratto |
| A                | Beatriz Parra Salas  |            | risoluzione contratto |
| Altre operazioni |                      |            |                       |
| R.               | Nome                 | da         | Modalità              |

## Risultati

### Serie B

#### Girone di andata
| Arbitro: | Morello (Tivoli) |

|                            |           |  |
| Nocchi 5’, 48’ Tonelli 90’ | Marcatori |  |

| Arbitro: | Cortese (Bologna) |

|                                 |           |               |
| Landa 48’ Picchi 74’ Peddio 83’ | Marcatori | 83’ Razzolini |

| Arbitro: | Antonini (Rimini) |

|                          |           |                                       |
| Razzolini 17’ Ploner 22’ | Marcatori | 35’ Visentin 65’ Moraca 68’ Pittaccio |

| Arbitro: | Cortese (Bologna) |

|                            |           |  |
| Bargi 45+1’ Bettalli 45+2’ | Marcatori |  |

| Arbitro: | Chirnoaga (Tivoli) |

|  |           |              |
|  | Marcatori | 90+3’ Labate |

| Arbitro: | Amadei (Terni) |

|          |           |              |
| Zito 62’ | Marcatori | 23’ Barbieri |

| Arbitro: | Dania (Milano) |

|                                           |           |  |
| Peretti 9’, 22’ Meneghini 14’ Rognoni 55’ | Marcatori |  |

| Arbitro: | Caruso (Viterbo) |

|  |           |              |
|  | Marcatori | 61’ Silvioni |

| Arbitro: | El Ella (Milano) |

|             |           |                                                                       |
| Mellano 53’ | Marcatori | 13’, 28’, 66’ Nocchi 44’ Razzolini 86’ Diaz Ferrer 90+4’ Imprezzabile |

| Arbitro: | Guiotto (Schio) |

|               |           |            |
| Zanoletti 48’ | Marcatori | 23’ Ploner |

| Arbitro: | Cipolloni (Foligno) |

|               |           |  |
| Razzolini 81’ | Marcatori |  |

| Arbitro: | Tropiano (Bari) |

|                          |           |                                                          |
| Asamoah 70’ Avallone 85’ | Marcatori | 9’, 22’, 73’ Diaz Ferrer 25’ (rig.) Razzolini 59’ Nocchi |

| Arbitro: | Di Mario (Ciampino) |

|                                              |           |  |
| Carcassi 53’, 88’ Razzolini 71’ Gnisci 90+4’ | Marcatori |  |

| Arbitro: | Menozzi (Treviso) |

|                       |           |  |
| Sechi 22’ D'Auria 79’ | Marcatori |  |

| Arbitro: | Dini (Città di Castello) |

|  |           |                          |
|  | Marcatori | 73’ Kuštrin 87’ Gelmetti |

#### Girone di ritorno
| Arbitro: | Scicolone (San Donà di Piave) |

|  |           |                      |
|  | Marcatori | 22’ (rig.) Razzolini |

| Arbitro: | Torreggiani (Civitavecchia) |

|               |           |                     |
| Razzolini 28’ | Marcatori | 14’ Ketiš 46’ Begal |

| Arbitro: | Gallo (Castellamare di Stabia) |

|                                                   |           |  |
| Moraca 7’ S. Colombo 34’ Eriksen 54’ Ferrandi 80’ | Marcatori |  |

| Castiglion Fibocchi 3 marzo 2024, ore 14:30 CET 19ª giornata | Arezzo           | 0 – 0 referto referto 2 | Genoa | Stadio Nedo Cuccoli\| Arbitro: \| Papagno (Roma 2) \| |
| Arbitro:                                                     | Papagno (Roma 2) |                         |       |                                                       |

| Arbitro: | Saccà (Messina) |

|                                         |           |  |
| Pirone 20’ Vigliucci 47’ Porcarelli 79’ | Marcatori |  |

| Arbitro: | Meta (Vicenza) |

|  |           |                     |
|  | Marcatori | 4’, 30’ Diaz Ferrer |

| Arbitro: | Mammoli (Perugia) |

|                  |           |                              |
| Imprezzabile 87’ | Marcatori | 67’ Ledri 69’ (rig.) Rognoni |

| Arbitro: | Passarotti (Mantova) |

|                             |           |                      |
| Nichele 10’ Beil 90’ (rig.) | Marcatori | 75’ (rig.) Razzolini |

| Arbitro: | Possanzini (Foligno) |

|                   |           |  |
| Miotto 90’ (rig.) | Marcatori |  |

| Arbitro: | Lupinski (Albano Laziale) |

|               |           |                        |
| Razzolini 61’ | Marcatori | 19’ Ghisi 66’ Pasquali |

| Arbitro: | Tierno (Sala Consilina) |

|                              |           |                       |
| Nagni 38’ (rig.) Montesi 75’ | Marcatori | 1’ Carcassi 84’ Rossi |

| Arbitro: | Benestante (Aprilia) |

|               |           |  |
| Razzolini 37’ | Marcatori |  |

| Arbitro: | Migliorini (Verona) |

|  |           |                                                     |
|  | Marcatori | 6’ Razzolini 60’ Diaz Ferrer 79’ Licco 90+5’ Gnisci |

| Arbitro: | Arnese (Teramo) |

|            |           |           |
| Tuteri 58’ | Marcatori | 33’ Milan |

| Arbitro: | Saffioti (Como) |

|                                             |           |                                      |
| Gelmetti 71’ Pinna 76’ Sciarrone 83’ (rig.) | Marcatori | 25’ (rig.) Nocchi 32’, 38’ Razzolini |

### Coppa Italia
| Arbitro: | Capoccia (Perugia) |

|          |           |                          |
| Zito 37’ | Marcatori | 9’ Moraca 28’ Popadinova |

## Statistiche

### Statistiche di squadra
| Competizione | Punti | In casa | In casa | In casa | In casa | In casa | In casa | In trasferta | In trasferta | In trasferta | In trasferta | In trasferta | In trasferta | Totale | Totale | Totale | Totale | Totale | Totale | DR |
| Competizione | Punti | G       | V       | N       | P       | Gf      | Gs      | G            | V            | N            | P            | Gf           | Gs           | G      | V      | N      | P      | Gf     | Gs     | DR |
| ------------ | ----- | ------- | ------- | ------- | ------- | ------- | ------- | ------------ | ------------ | ------------ | ------------ | ------------ | ------------ | ------ | ------ | ------ | ------ | ------ | ------ | -- |
| Serie B      | 36    | 15      | 5       | 3       | 7       | 17      | 15      | 15           | 5            | 3            | 7            | 26           | 29           | 30     | 10     | 6      | 14     | 43     | 44     | -1 |
| Coppa Italia | -     | 1       | 0       | 0       | 1       | 1       | 2       | -            | -            | -            | -            | -            | -            | 1      | 0      | 0      | 1      | 1      | 2      | -1 |
| Totale       | -     | 16      | 5       | 3       | 8       | 18      | 17      | 15           | 5            | 3            | 7            | 26           | 29           | 31     | 10     | 6      | 15     | 44     | 46     | -2 |

### Andamento in campionato
| Giornata  | 1 | 2 | 3  | 4  | 5  | 6  | 7  | 8  | 9  | 10 | 11 | 12 | 13 | 14 | 15 | 16 | 17 | 18 | 19 | 20 | 21 | 22 | 23 | 24 | 25 | 26 | 27 | 28 | 29 | 30 |
| --------- | - | - | -- | -- | -- | -- | -- | -- | -- | -- | -- | -- | -- | -- | -- | -- | -- | -- | -- | -- | -- | -- | -- | -- | -- | -- | -- | -- | -- | -- |
| Luogo     | C | T | C  | T  | C  | C  | T  | C  | T  | T  | C  | T  | C  | T  | C  | T  | C  | T  | C  | T  | T  | C  | T  | C  | C  | T  | C  | T  | C  | T  |
| Risultato | V | P | P  | P  | P  | N  | P  | P  | V  | N  | V  | V  | V  | P  | P  | V  | P  | P  | N  | P  | V  | P  | P  | V  | P  | N  | V  | V  | N  | N  |
| Posizione | 1 | 5 | 11 | 12 | 13 | 13 | 13 | 14 | 12 | 12 | 10 | 9  | 9  | 9  | 9  | 9  | 10 | 10 | 10 | 10 | 10 | 10 | 10 | 10 | 10 | 10 | 10 | 9  | 9  | 10 |

Legenda:

Luogo: C = Casa; T = Trasferta. Risultato: V = Vittoria; N = Pareggio; P = Sconfitta.

### Statistiche delle giocatrici
| Giocatore         | Serie B  | Serie B | Serie B     | Serie B    | Coppa Italia | Coppa Italia | Coppa Italia | Coppa Italia | Totale   | Totale | Totale      | Totale     |
| Giocatore         | Presenze | Reti    | Ammonizioni | Espulsioni | Presenze     | Reti         | Ammonizioni  | Espulsioni   | Presenze | Reti   | Ammonizioni | Espulsioni |
| ----------------- | -------- | ------- | ----------- | ---------- | ------------ | ------------ | ------------ | ------------ | -------- | ------ | ----------- | ---------- |
| B. Ásgeirsdóttir  | 17       | 0       | 0           | 0          | -            | -            | -            | -            | 17       | 0      | 0           | 0          |
| P.D. Baccaro      | -        | -       | -           | -          | -            | -            | -            | -            | -        | -      | -           | -          |
| A. Bartolini      | -        | -       | -           | -          | -            | -            | -            | -            | -        | -      | -           | -          |
| C. Benatti        | -        | -       | -           | -          | -            | -            | -            | -            | -        | -      | -           | -          |
| F. Blasoni        | 27       | 0       | 1           | 1          | 1            | 0            | 0            | 0            | 28       | 0      | 1           | 1          |
| L. Buono          | -        | -       | -           | -          | -            | -            | -            | -            | -        | -      | -           | -          |
| C. Cagnina        | 9        | 0       | 0           | 0          | -            | -            | -            | -            | 9        | 0      | 0           | 0          |
| A. Carcassi       | 19       | 3       | 0           | 0          | 0            | 0            | 0            | 0            | 19       | 3      | 0           | 0          |
| A. Corazzi        | 4        | 1       | 0           | 0          | 1            | 0            | 0            | 0            | 5        | 1      | 0           | 0          |
| G. Costantino     | -        | -       | -           | -          | -            | -            | -            | -            | -        | -      | -           | -          |
| J. Diaz Ferrer    | 26       | 7       | 0           | 0          | 1            | 0            | 0            | 0            | 27       | 7      | 0           | 0          |
| G. Fortunati      | 14       | 0       | 0           | 0          | 1            | 0            | 0            | 0            | 15       | 0      | 0           | 0          |
| A.M. Fragnito     | 5        | 0       | 0           | 0          | -            | -            | -            | -            | 5        | 0      | 0           | 0          |
| A.C. Galassi      | -        | -       | -           | -          | -            | -            | -            | -            | -        | -      | -           | -          |
| G. Gnisci         | 15       | 2       | 0           | 0          | 0            | 0            | 0            | 0            | 15       | 2      | 0           | 0          |
| C. Holzer         | 7        | -10     | 0           | 0          | 0            | 0            | 0            | 0            | 7        | -10    | 0           | 0          |
| F. Imprezzabile   | 25       | 2       | 2           | 1          | 1            | 0            | 0            | 0            | 26       | 2      | 2           | 1          |
| M. Licco          | 29       | 1       | 1           | 0          | -            | -            | -            | -            | 29       | 1      | 1           | 0          |
| S. Lonoce         | -        | -       | -           | -          | -            | -            | -            | -            | -        | -      | -           | -          |
| S. Lorieri        | 21       | 0       | 0           | 0          | 1            | 0            | 0            | 0            | 22       | 0      | 0           | 0          |
| M.S. Lulli        | -        | -       | -           | -          | -            | -            | -            | -            | -        | -      | -           | -          |
| S. Lunghi         | 10       | 0       | 0           | 0          | -            | -            | -            | -            | 10       | 0      | 0           | 0          |
| G. Martino        | 14       | 0       | 0           | 0          | 1            | 0            | 0            | 0            | 15       | 0      | 0           | 0          |
| S. Minciotti      | -        | -       | -           | -          | -            | -            | -            | -            | -        | -      | -           | -          |
| G. Miotto         | 16       | 1       | 0           | 0          | -            | -            | -            | -            | 16       | 1      | 0           | 0          |
| F. Morini         | -        | -       | -           | -          | -            | -            | -            | -            | -        | -      | -           | -          |
| C. Nardi          | 24       | -34     | 0           | 0          | 1            | -2           | 0            | 0            | 25       | -36    | 0           | 0          |
| S. Nasoni         | 7        | 0       | 0           | 0          | -            | -            | -            | -            | 7        | 0      | 0           | 0          |
| I. Nocchi         | 19       | 8       | 0           | 0          | 1            | 0            | 0            | 0            | 20       | 8      | 0           | 0          |
| C. Paganini       | 20       | 0       | 0           | 1          | 0            | 0            | 0            | 0            | 20       | 0      | 0           | 1          |
| B. Parra Salas    | 8        | 0       | 0           | 0          | -            | -            | -            | -            | 8        | 0      | 0           | 0          |
| M. Perarnau Vives | 7        | 0       | 0           | 0          | -            | -            | -            | -            | 7        | 0      | 0           | 0          |
| S. Ploner         | 10       | 2       | 1           | 0          | 1            | 0            | 0            | 0            | 11       | 2      | 1           | 0          |
| C. Razzolini      | 30       | 13      | 3           | 0          | 1            | 0            | 0            | 0            | 31       | 13     | 3           | 0          |
| A. Rossi          | 4        | 0       | 0           | 0          | -            | -            | -            | -            | 4        | 0      | 0           | 0          |
| M. Santini        | -        | -       | -           | -          | -            | -            | -            | -            | -        | -      | -           | -          |
| A. Scognamiglio   | -        | -       | -           | -          | 0            | 0            | 0            | 0            | 0        | 0      | 0           | 0          |
| P. Taddei         | 6        | 0       | 0           | 0          | -            | -            | -            | -            | 6        | 0      | 0           | 0          |
| M.A. Taleb        | 6        | 0       | 0           | 0          | 1            | 0            | 0            | 0            | 7        | 0      | 0           | 0          |
| A. Tidona         | -        | -       | -           | -          | -            | -            | -            | -            | -        | -      | -           | -          |
| S. Tonelli        | 7        | 0       | 0           | 0          | 0            | 0            | 0            | 0            | 7        | 0      | 0           | 0          |
| M. Toomey         | 17       | 0       | 1           | 0          | -            | -            | -            | -            | 17       | 0      | 1           | 0          |
| P. Torres         | 1        | 0       | 0           | 0          | -            | -            | -            | -            | 1        | 0      | 0           | 0          |
| M.G. Tuteri       | 30       | 1       | 4           | 0          | 1            | 0            | 0            | 0            | 31       | 1      | 4           | 0          |
| S. Zito           | 8        | 0       | 3           | 0          | 1            | 1            | 0            | 0            | 9        | 1      | 3           | 0          |